# Ostrów (powiat buski)
Ostrów – wieś w Polsce położona w województwie świętokrzyskim, w powiecie buskim, w gminie Wiślica.
W latach 1975–1998 miejscowość należała administracyjnie do województwa kieleckiego.